# ریچی آرایی
ریچی آرایی (انگلیسی: Riichi Arai؛ زادهٔ ۱۶ اوت ۱۹۳۳) بازیکن بسکتبال اهل ژاپن بود.